# Pseudopoda damana
Pseudopoda damana là một loài nhện trong họ Sparassidae.
Loài này thuộc chi Pseudopoda. Pseudopoda damana được Peter Jäger miêu tả năm 2001.